# Пикникът на служителите на Едисън
„Пикникът на служителите на Едисън“ (на английски: Edison Employee Picnic) е американски късометражен ням филм от 1894 година, заснет от режисьора и продуцент Уилям Кенеди Диксън в лабораториите на Томас Едисън в Ню Джърси.

## Сюжет
Филмът показва реални кадри от истински пикник, организиран от служителите в лабораториите на Томас Едисън.